# Crytea deformis
Crytea deformis är en stekelart som först beskrevs av Heinrich 1938.  Crytea deformis ingår i släktet Crytea och familjen brokparasitsteklar. Inga underarter finns listade i Catalogue of Life.